# Щит часу
«Щит часу» (англ. The Time Shield) — науково-фантастичний роман Пола Андерсона, присвячений темі подорожей у часі. Створений шляхом поєднання раніше написаних оповідань, які об'єднали ті ж самі герої Манс Еверард і Ванда Темберлі.

## Сюжет

### Частина перша: Незнайомець у вашому домі
Агента Щита часу Менса Еверарда, який щойно повернувся до Нью-Йорка в 1987 році з минулої місії, вдома зустрічає його начальник Гуйон, який закликає його розслідувати наміри Ванди Темберлі, агента, який вступив на службу після того, яку залучили на службу, попри її випадкову участь, у часовому парадоксі.

### Частина друга: Жінки і коні і війна і влада
Манс Еверард подорожує до Бактри, столиці Греко-Бактрійського королівства в 209 році до нашої ери під фальшивою особою воїна трака Меандра, щоб дослідити зміну просторово-часового континууму. Він домовляється про приєднання до військової експедиції, але потрапляє у в'язницю за звинуваченням у шпигунстві через підступи Екзальтаціоністів, які хотіли б змінити історію на користь Антіоха III Великого, дозволивши йому повернути імперію Селевкідів до її максимальних розмірів. Однак Еверард втікає та повертається до XX століття після того, як йому вдається зірвати їх план. 1987 року він зустрічає Ванду Темберлі, дуже чарівну молоду жінку, з якою у нього взаємна симпатія.

### Частина третя: Перед богами, які створили богів
Під час її навчання в олігоцені на палеонтолога до Ванди Темберлі приєднується Гуйон, який повідомляє їй, що він розслідує часову аварію, до якої вона причетна.

### Частина четверта: Берінгія
Ванда Темберлі вирушає на північноамериканський континент, в район з видом на Берингове море в 13 212 році до нашої ери вивчати тогочасну фауну. Вона дружить з Арюком, представником корінного населення тулатів, яке в певний момент підкорили Хмарні люди, більш розвинене плем'я з Азії. Антрополог Ральф Корвін, також агент Щита часу, подорожує в ту ж епоху, щоб вивчити прибульців, з якими у нього хороші стосунки. Ванда змушує Хмарних Людей покинути регіон, вважаючи їх проклятими, завдяки чому її друзі й Тулат залишаються в спокої.

### Частина п'ята: Розв'яжіть цю головоломку за мене
Менс Еверард знову приймає Гуйона в Нью-Йорку і відчуває у господаря дедалі більшу недовіру до нього та Ванди Темберлі.

### Частина шоста: Чудо світу
Агент Кіт Денісон, перевезений до Парижа в 1980 році, знаходить невпізнанне місто, де панує теократичний уряд, що свідчить про те, що історія була сильно змінена. Новини дісталися до Мансе Еверарда, перебуваючи на базі Щита часу в плейстоценовій Європі, де він чекає на Ванду; замість того, щоб чекати розв'язання проблеми, як інші агенти, він вирішує діяти. Ванда здивована зміною часу в 1989 році; помітивши зі свого дирижабля символ щита часу в саду у Франції, розроблений Денісоном як SOS, вона йде рятувати свого колегу, який розповідає їй, через що вона пережила.
Еверард виявляє, що причину зміни потрібно шукати в події, яка пов'язана з Сицилійським королівством, коли він переміщується до XII століття, за допомогою свого колеги, який знаходився в норманському Палермо. Виявляється, що благородний ананьїн Лоренцо де Конті, уклавши шлюб з дівчиною, яка в офіційній історії була посаджена на кіл його двоюрідним братом, запобігла народженню Папи Григорія IX, який завдав стільки проблем Фрідріху II Швабському. Спроба Мансе, переодягнувшись у ангела, підштовхнути Лоренцо взяти участь у хрестовому поході, перешкодивши його шлюбу, зазнає невдачі, тому що шляхетний не потрапляє в пастку; у боротьбі, однак, перемагає Еверард, вбиваючи Лоренцо. Історія може відновити свій хід.